# 스에나가 요시유키
스에나가 요시유키(일본어: 末永 吉幸, 1948년 1월 3일 ~ )는 일본의 전 프로 야구 선수이다. 후쿠오카현 지쿠조군 하치야정 출신이며 현역 시절 포지션은 내야수였다.

## 인물
후쿠오카 현립 고쿠라 공업고등학교 2학년 때 2루수로서 1964년 하계 고시엔 대회(제46회 전국 고등학교 야구 선수권 대회)에 출전했다. 1차전에서는 고료 고등학교(히로시마현)에게서 연장 11회말에 역전패를 당했다. 졸업 후에는 가고시마 철도 관리국에 입사하여 1966년 도시 대항 야구 대회에 출전했다.
1967년 프로 야구 드래프트 6순위로 도에이 플라이어스에 입단하여 2년 뒤인 1969년에는 1군에 고정돼 내야 유틸리티 플레이어로서 활약했다. 주로 오하시 유타카, 사카모토 도시조의 대기 유격수로 기용됐지만 1971년에는 주로 유격수, 3루수로서 75경기에 출전했고 1974년에는 유격수, 2루수로서 93경기에 선발 출전했다. 1975년 시즌 종료 후 시부야 유키하루와의 맞트레이드로 주니치 드래건스에 이적했는데 출전 기회는 극히 적었고 1976년 시즌 종료 후 자유 계약으로 롯데 오리온스에 이적했다. 롯데에서는 주로 대타나 대수비 요원으로 기용됐지만 1979년을 끝으로 현역에서 은퇴했다.

## 상세 정보

### 출신 학교
- 후쿠오카 현립 고쿠라 공업고등학교

### 선수 경력
- 가고시마 철도 관리국
- 도에이 플라이어스·닛타쿠홈 플라이어스·닛폰햄 파이터스(1968년 ~ 1975년)
- 주니치 드래건스(1976년)
- 롯데 오리온스(1977년 ~ 1979년)

### 등번호
- 23(1968년 ~ 1971년)
- 4(1972년 ~ 1975년)
- 43(1976년)
- 31(1977년 ~ 1979년)

### 연도별 타격 성적
| 연 도       | 소 속                  | 경 기 | 타 석 | 타 수 | 득 점 | 안 타 | 2 루 타 | 3 루 타 | 홈 런 | 루 타 | 타 점 | 도 루 | 도 루 자 | 희 생 번 | 희 생 플 | 볼 넷 | 고 4 | 사 구 | 삼 진 | 병 살 타 | 타 율 | 출 루 율 | 장 타 율 | O P S |
| ----------- | ---------------------- | ----- | ----- | ----- | ----- | ----- | ------- | ------- | ----- | ----- | ----- | ----- | -------- | -------- | -------- | ----- | ---- | ----- | ----- | -------- | ----- | -------- | -------- | ----- |
| 1968년      | 도에이 닛타쿠홈 닛폰햄 | 12    | 8     | 8     | 0     | 1     | 0       | 0       | 0     | 1     | 1     | 0     | 0        | 0        | 0        | 0     | 0    | 0     | 2     | 1        | .125  | .125     | .125     | .250  |
| 1969년      | 도에이 닛타쿠홈 닛폰햄 | 53    | 33    | 31    | 7     | 4     | 1       | 0       | 0     | 5     | 0     | 0     | 0        | 1        | 0        | 1     | 0    | 0     | 6     | 0        | .129  | .156     | .161     | .318  |
| 1970년      | 도에이 닛타쿠홈 닛폰햄 | 95    | 146   | 133   | 13    | 24    | 1       | 3       | 1     | 34    | 7     | 3     | 2        | 1        | 2        | 9     | 0    | 1     | 23    | 3        | .180  | .234     | .256     | .490  |
| 1971년      | 도에이 닛타쿠홈 닛폰햄 | 102   | 311   | 273   | 35    | 64    | 9       | 2       | 3     | 86    | 17    | 8     | 8        | 3        | 4        | 26    | 2    | 5     | 35    | 7        | .234  | .308     | .315     | .623  |
| 1972년      | 도에이 닛타쿠홈 닛폰햄 | 87    | 225   | 182   | 23    | 50    | 10      | 1       | 1     | 65    | 24    | 4     | 5        | 6        | 6        | 24    | 1    | 7     | 19    | 4        | .275  | .370     | .357     | .727  |
| 1973년      | 도에이 닛타쿠홈 닛폰햄 | 74    | 186   | 165   | 14    | 39    | 4       | 1       | 4     | 57    | 15    | 1     | 3        | 6        | 1        | 12    | 1    | 2     | 21    | 1        | .418  | .461     | .345     | .807  |
| 1974년      | 도에이 닛타쿠홈 닛폰햄 | 105   | 359   | 306   | 37    | 81    | 11      | 3       | 7     | 119   | 27    | 11    | 6        | 17       | 1        | 33    | 2    | 2     | 31    | 6        | .265  | .339     | .389     | .728  |
| 1975년      | 도에이 닛타쿠홈 닛폰햄 | 85    | 214   | 189   | 12    | 33    | 2       | 0       | 0     | 35    | 8     | 2     | 1        | 12       | 3        | 6     | 1    | 4     | 23    | 6        | .175  | .213     | .185     | .398  |
| 1976년      | 주니치                 | 12    | 20    | 18    | 1     | 3     | 1       | 0       | 0     | 4     | 1     | 0     | 0        | 0        | 0        | 1     | 0    | 1     | 7     | 1        | .167  | .250     | .222     | .472  |
| 1977년      | 롯데                   | 73    | 160   | 146   | 12    | 34    | 4       | 0       | 5     | 53    | 20    | 2     | 5        | 2        | 2        | 7     | 0    | 3     | 19    | 2        | .233  | .278     | .363     | .641  |
| 1978년      | 롯데                   | 46    | 119   | 109   | 12    | 29    | 2       | 0       | 3     | 40    | 18    | 1     | 1        | 3        | 0        | 6     | 0    | 1     | 9     | 0        | .266  | .310     | .367     | .677  |
| 1979년      | 롯데                   | 11    | 13    | 11    | 0     | 0     | 0       | 0       | 0     | 0     | 0     | 0     | 0        | 0        | 0        | 2     | 0    | 0     | 1     | 1        | .000  | .154     | .000     | .154  |
| 통산 : 12년 | 통산 : 12년            | 755   | 1794  | 1571  | 166   | 362   | 45      | 10      | 24    | 499   | 138   | 32    | 31       | 51       | 19       | 127   | 7    | 26    | 196   | 32       | .230  | .295     | .318     | .613  |

- 도에이(도에이 플라이어스)는 1973년에 닛타쿠홈(닛타쿠홈 플라이어스), 1974년에 닛폰햄(닛폰햄 파이터스)으로 구단명을 변경.